# Vippal
Vippal (estniska: Vihterpalu, tyska: Wichterpal) är en by (estniska: küla) i Lääne-Harju kommun i landskapet Harjumaa i nordvästra Estland. Den ligger vid Finska viken, 54 km sydväst om huvudstaden Tallinn. Byn hade 29 invånare år 2011. Vippal var en egen kommun 1866-1939 och tillhörde Padis kommun 1992-2017.

## Geografi
Vippal ligger 14 km sydväst om centralorten Paldiski. Inom dagens bygränser ligger även den tidigare byn Tammes (estniska: Tamse) som före 1810 hade en stor estlandssvensk befolkning. Nordöst om byn ligger Rågöarna som skiljs från fastlandet av Västersundet (Kurske väin). Vippal angränsar till byarna Näsbyn i väst, Päts och Vilivalla i öst och Ängesbyn i söder. Vippalån rinner genom byn och mynnar i Finska viken. 

## Etymologi
Det estniska namnet, Vihterpalu, är det ursprungliga och det är sammansatt av växtnamnet vihter (getapel på svenska) och palu (hed).

## Estlandssvenskar
Vippal ligger i en trakt som sedan medeltiden bebotts av estlandssvenskar och det estlandssvenska uttalet av byns namn är vippal, vipple. Godsherren i Vippal inrättade en ambulerande skola 1849 där det undervisades på både svenska och estniska. Undervisningen på svenska upphörde 1880 då den nya läraren inte kunde svenska. År 1919 återupptogs svenskundervisningen. Efter en privat insamling uppfördes 1935 ett skolhus i Vippal som blev samlingslokal för alla svenskar i trakten, vilka enligt folkräkningen 1934 uppgick till 188 (20% av Vippals kommuns befolkning). Nästan alla estlandssvenskar flydde till Sverige i samband med andra världskriget. 

## Herrgården
Herrgården i Vippal har anor från 1500-talet. År 1622 donerade Gustav II Adolf herrgården och Padis kloster till den tysk-baltiska adelsmannen Thomas von Ramm. Herrgården var i släkten Ramms ägo fram till 1919 då den nationaliserades. Nuvarande byggnad är från 1820-talet och är byggd i nyklassisistisk stil.